# Club Deportivo Moquegua
El Club Deportivo Moquegua (anteriormente conocido como UCV Moquegua) es un club de fútbol peruano proveniente de la ciudad de Moquegua. Fue fundado en 2021 y actualmente juega en la Liga 2, la segunda categoría del fútbol nacional.

## Historia

### 2021: Fundación
Fue fundado el 17 de diciembre de 2021 bajo el nombre de Club Universidad César Vallejo de Moquegua, como un club de subdivisión de la Universidad César Vallejo con sede en Moquegua. El club comenzó a jugar en la segunda división de la Liga Distrital de Moquegua ese mismo año.

### 2022-2023: Instancia en Copa Perú
En 2022, UCV Moquegua fue subcampeón de la segunda distrital y con ello ascendió a la primera división de la Liga Distrital de Moquegua. En el 2023 lograrían campeonar tanto en la Liga Distrital como en la Liga provincial, clasificando a la Liga Departamental de Moquegua donde obtendrían el subcampeonato y de esta forma accediendo a la Etapa Nacional de la Copa Perú 2023. El club llegó a semifinales, pero fue eliminado por ADA Jaén. Sin embargo, el hecho de haber llegado a esa instancia, al club le correspondió el ascenso a la Liga 2 por primera vez en su corto tiempo de existencia.

### 2024-Act: Instancia en Liga 2 y cambio de identidad
El equipo no tendría un buen rendimiento en la Liga 2 2024 y terminaría en la penúltima posición de la Zona Sur, llegando a disputar el Grupo Descenso para evitar descender a la Liga 3. Finalmente esto no pasó y logra mantener la categoría tras vencer en la penúltima fecha por 6-1 al Carlos Stein, cuadro que justamente perdería la categoría esa temporada.
El 24 de septiembre del año 2024 el club informo en sus redes sociales que cambiaría su nombre para el año 2025. Finalmente 3 meses después, el 19 de diciembre de 2024, mediante una conferencia transmitida por Facebook, se anunció una nueva identidad para el equipo, cambiando su nombre a Club Deportivo Moquegua a partir de la fecha mencionada junto con un nuevo escudo e indumentaria.

## Uniforme
- Uniforme titular: Camiseta negra con franjas doradas, pantalón negro, medias negras.
- Uniforme alternativo: Por definir.

### Evolución del uniforme

#### Titular
| 2024 | 2025 |

#### Alternativo
| 2024 | 2025 |

### Indumentaria y patrocinador
| Periodo | Proveedor | Logotipo |
| ------- | --------- | -------- |
| 2024    | Palant    |          |

| Periodo           | Patrocinador              |
| ----------------- | ------------------------- |
| 2021 - Actualidad | Universidad César Vallejo |

### Entrenadores
- Guillermo Camargo (2022-2023)
- Luis Flores (2023)
- Erick Torres (2023)

## Estadio
Deportivo Moquegua juega la mayoría de sus partidos como local en el Estadio 25 de Noviembre. El estadio tiene una capacidad para 21 000 personas y es propiedad del Instituto Peruano del Deporte.

## Palmarés

### Torneos regionales
| Competición regional                    | Títulos | Subcampeonatos |
| --------------------------------------- | ------- | -------------- |
| Liga Departamental de Moquegua (0/1)    |         | 2023.          |
| Liga Provincial de Mariscal Nieto (1/0) | 2023.   |                |
| Liga Distrital de Moquegua (1/0)        | 2023.   |                |
| Segunda Distrital de Moquegua (0/1)     |         | 2022.          |